# Ninfeo romano (Alfaro)
El ninfeo romano de Alfaro está constituido por una serie de restos romanos en la localidad española de Alfaro, en la La Rioja.

## Descripción
Este bien cultural se ubica en el municipio riojano de Alfaro. Su origen se remonta a la antigua Graccurris. Se encuentra emplazado, en las cercanías del núcleo urbano de la localidad y por encima del río Alhama, casi en la confluencia con el Ebro. Consta de un arco, resto de una pila, el arranque de otro arco, el terraplén de acceso al primero y varios frogones de hormigón en el cauce. En la declaración como bien de interés cultural el nombre asignado es «Puente Romano, en Alfaro». Quedan restos de lo que fue un puente, la calzada que circulaba sobre él y una presa situada aguas arriba. La parte mejor conservada corresponde a la manguardia en la que se localiza el ninfeo.

## Estatus patrimonial
El 18 de diciembre de 1981 fue declarado monumento histórico-artístico de carácter nacional, mediante un real decreto publicado el 24 de marzo de ese mismo año en el Boletín Oficial del Estado, con la rúbrica de Juan Carlos I y de la entonces ministra de Cultura Soledad Becerril. En la actualidad está considerado Bien de Interés Cultural.